# بيبي براند
بيبي براند (بالإسبانية: Pepe Brand)‏ هو مدرب كرة قدم ولاعب كرة قدم إسباني، ولد في 13 فبراير 1900 في إشبيلية في إسبانيا، وتوفي بنفس المكان في 1 يوليو 1971. لعب مع نادي إشبيلية.